# Seoullo 7017
Seoullo 7017 ou Skygarden est un parc linéaire situé à Séoul en Corée du Sud. C'est une requalification d'une voie urbaine, construite dans les années 1970, requalification similaire à celui du Cheonggyecheon, un autre parc linéaire de Séoul. Il mesure 983 mètres de longueur. Le parc est situé en hauteur à 17 mètres de haut. Il est conçu par le cabinet MVRDV.

## Histoire
Sa construction a duré trois ans. Il a été inauguré le 20 mai 2017 par Park Won-soon, maire de la ville. Le projet a eu un coût de l'équivalent de 47,5 millions d'euros.